# Óscar Albalat
Óscar Albalat Medrano (Barcelona, 29 de febrero de 1984) es un atleta español, que compite en atletismo, especializado en carreras de velocidad.
En el año 2000 fue campeón de España cadete en los 300 metros, récord nacional, mejor marca española sub-18 (Segovia, 2000) con una marca de 34,28. En 2001 quedó campeón de España en juvenil en los 200 metros con una marca de 21.65. También logró la plusmarca vasca en los 400 metros, con una marca de  47,43 (San Sebastián, 2006).

## Biografía
Nacido en Barcelona, se trasladó a Vizcaya cuando era joven. Estudió en el colegio P. Andrés de Urdaneta de Lujua (Vizcaya), donde estudió la educación secundaria. Allí comenzó su carrera deportiva como atleta. Se unió al club Urdaneta y al de la Universidad del País Vasco. Desde el 2007 fue fichado por el club azulgrana de FC Barcelona.

## Trayectoria
En el año 2001 tomó parte en el Campeonato del Mundo Juvenil en Debrecen (Hungría), en el que obtuvo el sexto puesto en relevo mixto junto a David Testa.
En el año 2003 participó en el Campeonato Europeo de Atletismo Sub-20 (Tampere, Finlandia), en el que obtuvo el quinto puesto con una marca de 47,07. En 2005 mejoró su marca con 46.92 -récord vasco promesa- en serie del Campeonato de Europa Promesa Sub-23. En 2003 en los 400 metros consiguió quedar campeón de España junior tanto al aire libre (47.25) como en pista cubierta (48.67) y en 2005 repitió sus títulos en la categoría promesa (47.10 y 47.51).
En 2005 participó en el LXXXV Campeonato de España Absoluto al Aire Libre (Málaga), en la que estaba en juego la clasificación para el Campeonato del Mundo Absoluto en Helsinki.
En el año 2008, obtuvo la medalla de plata en 200 metros en el XLIV Campeonato de España de Atletismo en pista cubierta (Valencia, 2008). En 2008, participó en los Campeonatos de Euskadi de atletismo en pista cubierta (San Sebastián, 2008), en el que obtuvo medalla de oro en doble hectómetro masculino.

## Mejores marcas personales
| Distancia | Tiempo | Lugar                  | Fecha |
| --------- | ------ | ---------------------- | ----- |
| 300 m     | 34,28  | Segovia (España)       | 2000  |
| 400 m     | 47,43  | San Sebastián (España) | 2006  |

## Vida personal
Actualmente reside en Sestao (Vizcaya). Trabaja en colaboración con Médicos Sin Fronteras.